# 어 웨딩
《어 웨딩》(A Wedding)는 미국에서 제작된 로버트 알트만 감독의 1978년 코미디, 드라마, 멜로/로맨스 영화이다. 캐롤 버넷 등이 주연으로 출연하였다.

## 출연

### 주연
- 캐롤 버넷
- 폴 둘리
- 에이미 스트라이커
- 미아 패로